# Physis. Revista de la Sociedad Argentina de Ciencias Naturales
Physis. Revista de la Sociedad Argentina de Ciencias Naturales (abreviado Physis (Buenos Aires) o Physis) fue una revista con temas de botánica y agronomía, incluidas descripciones botánicas, que fue editada en Buenos Aires (Argentina) desde 1912 por la Sociedad Argentina de Ciencias Naturales.
Durante 1920 y 1930 el prestigioso agrónomo Lorenzo Parodi fue un miembro activo, y por un tiempo presidente, de la Sociedad  Argentina de Ciencias Naturales que editaba la revista,  hasta 1934, en que junto con un grupo de colegas inicia la Revista Argentina de Agronomía, a diferencia del anterior un emprendimiento completamente privado.
Entre 1912 y 1915 el título de la revista fue Boletín de la Sociedad Physis.